# Association for Better Living and Education
Die Association for Better Living and Education (ABLE, dt. „Vereinigung für besseres Leben und Erziehung“) gehört zur Management-Ebene von Scientology. Aufgabenbereiche sind Schule, Psychologie und Psychiatrie. Von hier werden auch soziale und pazifistische Aktivitäten gesteuert, wie z. B. die Organisation „Narconon“, die mit umstrittenen Methoden Drogen-Rehabilitationszentren nach der Scientology-Lehre führt, oder die sogenannte „Friedensbewegung Europa - Aktionsbüro Bosnien-Herzegowina“ in Hamburg.